# Valentina Zenere
Valentina Zenere (Buenos Aires, Argentina; 15 de gener de 1997) és una actriu, cantant i model argentina que es va donar a conèixer el 2010 per interpretar Alai Inchausti en la sèrie de televisió Casi ángeles. Tot i això, la seva fama internacional no va arribar fins a l'any 2016, amb la sèrie de televisió Soy Luna, on s'encarrega de donar vida al personatge d'Ámbar Smith.

## Carrera
Zenere va iniciar la seva carrera en l'actuació el 2010, quan va participar en la quarta temporada de la producció argentina, Casi ángeles, on va interpretar Alai Inchausti. L'any següent va obtenir una participació especial com Jessica Cervantes a Los Únicos. Entre el 2013 i 2014 va formar part del repartiment secundari de la sèrie Aliados. L'any 2016 obté el seu primer paper protagonista a la sèrie de televisió juvenil de Disney Channel Soy Luna, on interpretava a Ámbar Smith. Durant el seu temps a la sèrie, va compartir crèdits majoritàriament amb Karol Sevilla, Michael Ronda i Ruggero Pasquarelli, aquest últim personificant al seu nuvi a la trama. Pel seu personatge en la sèrie va aconseguir la fama internacional i va obtenir una nominació a «Villana favorita» en les tres edicions dels Kids Choice Awards a Mèxic, Colòmbia i Argentina, on va resultar guanyadora.
Després de finalitzar la seva participació a Soy Luna. En l'octubre de 2018, va reprendre el seu personatge com Ámbar Smith a la segona temporada de la sèrie original de Disney Channel Brasil, Juacas.
Va ser triada com a protagonista de la cinquena temporada de l'exitosa sèrie espanyola de Netflix Las chicas del cable, que es va emetre el 2020. El febrer de 2021, es va anunciar que s'uniria al repartiment principal de la sèrie de Netflix Élite, a partir de la cinquena temporada.

## Filmografia
| Any       | Títol                | Paper               | Notes                        |
| --------- | -------------------- | ------------------- | ---------------------------- |
| 2010      | Casi ángeles         | Alai Morales Romero | Temporada 4                  |
| 2011      | Los Únicos           | Jessica Cervantes   | 2 episodis                   |
| 2013–2014 | Aliados              | Mara Ulloa          | 11 episodis                  |
| 2016–2018 | Soy Luna             | Ámbar Smith         | Repartiment principal        |
| 2019      | Juacas               | Ámbar Smith         | Episodi: «Quem É Esse Cara?» |
| 2020      | Las chicas del cable | Camila Salvador     | 3 episodis, temporada 5      |
| 2022      | Élite                | Isadora             | Temporada 5                  |